# Malala Andrialavidrazana
Malala Andrialavidrazana (ur. 1971 w Antananarywie) – madagaskarska artystka, obecnie żyjąca w Paryżu. Pracowała i wystawiała swoje prace na całym świecie, opublikowała dwie książki ze swoimi fotografiami.

## Biografia
Malala przeprowadziła się do Paryża na początku 1980 roku i ukończyła tam École nationale supérieure d'architecture de Paris-La Villette w 1996 roku. Po skończeniu szkoły zaczęła podejmować się różnych prac związanych ze sztuką, między innymi zajmowała kierownicze stanowiska w rozmaitych galeriach sztuki.
Około 10 lat później rozpoczęła swoją karierę artystyczną na pełną skalę, wszystko zaczęło się od napisania pracy magisterskiej na temat architektury pogrzebowej Madagaskaru na całym południu z uwzględnieniem Auckland, Buenos Aires, Kanton oraz Santiago. Jej wynikająca z tego seria d’Outre-Monde odzwierciedlała tradycje pogrzebowe i architekturę miejską oraz pokazywała „zwyczaje pogrzebowe na pograniczu natury i kultury”. Za tę pracę otrzymała nagrodę Prix HSBC pour la Photographie w 2004 roku. Praca ta została również opublikowana w formie książkowej przez Actes Sud. W 2005 roku cykl pojawił się na Bamako Biennale, będąc jej pierwszą w wielu wystaw w Afryce.
W 2011 roku stworzyła serię zdjęć Ny Any Aminay na Madagaskarze. Na potrzeby tego cyklu została zaproszona do domów kilku rodzin, aby sfotografować ich wnętrza.
Jej projekt Echoes (from Indian Ocean), był sponsorowany przez Institut Français i National Arts Council of South Africa w ramach programu France-South Africa Seasons 2012 & 2013. Polegał on na eksploracji domów rodzin z Indii, Reunion i RPA. W 2013 roku przez Kehrer Verlag została wydana książka zawierająca fotografie z tej serii.
Pokaz Andrialavidrazany w galerii Caroline Smulders w 2019 roku składał się z cyfrowo kolażowanych i pomalowanych prac, w których mapy i banknoty są punktem wyjścia do ponownego odwiedzenia wizualnego dziedzictwa okresu kolonialnego. Jej Figures 1842, Specie degli animali (2018) została sprzedana podczas pokazu Art Paris za 17 000 euro.

## Publikacje

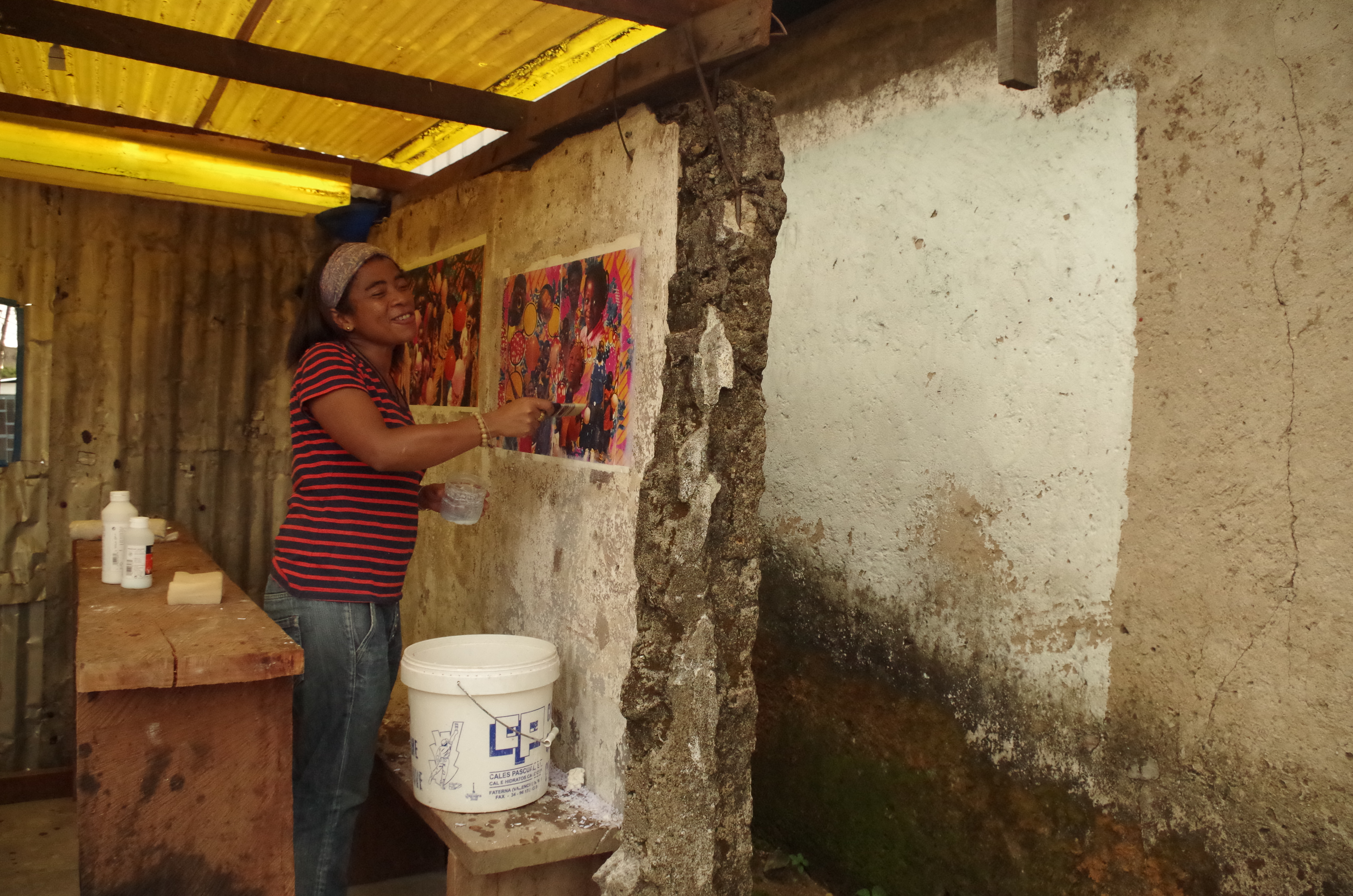
Malala podczas pracy.

- d’Outre-Monde (2004) ISBN 2-7427-4955-1 – Malala przedstawia fotograficzne studium zwyczajów pogrzebowych na całym świecie, ze zdjęć wykonanych podczas wyprawy do Ameryki Południowej, Azji i Oceanii w 2003 roku.
- Echoes (from Indian Ocean) (2013) ISBN 978-3-86828-454-6 – Andrialavidrazana dyskretnie przenosi nas w prywatne sfery Antananarywy, Bombaju, Durbanu i wyspy Reunion, i przedstawia widzowi codzienną atmosferę, martwą naturę i fragmentaryczne portrety z elegancją i subtelnością.

## Wybrane wystawy
- 9th Lagos Photo Festival (Nigeria, 2018)[7]
- Fondation Clément in Le François (Martynika, 2018)
- 1:54 African Art Fair (UK, 2017)[8]
- Le Muséum d’Histoire Naturelle (Francja, 2016)
- Fondation Donwahi (Wybrzeże Kości Słoniowej, 2016)
- Bamako Encounters (Mali, 2005/2015)
- Théâtre National de Chaillot (Francja, 2015)
- New Church Museum (Republika Południowej Afryki, 2014)
- La Maison Rouge (Francja, 2014)
- SUD Triennial (Kamerun, 2013)
- Gulbenkian Foundation (Portugalia/Francja, 2013)
- SAVVY (Niemcy, 2013)
- Focus Mumbai (Indie, 2013)
- Biennale Bénin (Benin, 2012)
- KZNSA (Republika Południowej Afryki, 2012)
- Tiwani (UK, 2012)
- DIPE (China, 2011)
- Baudoin Lebon (Paryż, 2010)
- Pan African Festival (Algieria, 2009)
- UCCA (Chiny, 2008)
- Centrale Electrique (Belgia, 2007)
- Rencontres d’Arles (Francja, 2007)
- Herzliya Museum (Izrael, 2007)
- Force de l’art (Francja, 2006)
- Baudoin Lebon (Paryż, 2004)